# زيغ-210 (مسدس)
مسدس نصف آلي من تصميم وإنتاج الشركة الصناعية السويسرية (زيغ) SIG.
بدأت شركة زيغ بتطوير مسدساتها في العام 1942 تقريبا، إثر حصولها في العام 1937 على أمتياز (تشالز بيتر)Charles Petter، أحد المخترعين العاملين وقتذاك في الشركة الفرنسية (س.أ.سي.م) S.A.C.M، وإدخالها تعديلات على تصميم المخترع المذكور. وقامت في العام 1944 بإنتاج مسدسين غير ناجحين تمهيدا لتطوير المسدس الحربي (س ب 47/8) المعروف عالميا باسم (زيغ-210)، والذي يوجد منه خمسة نماذج هي :-
1) P210 Model 49
2) P210-1
3) P210-2
4) P210-5
5) P210-6
انقر هنا لرؤية صورة المسدس
ومن الجدير بالذكر ان الاختلاف بين هذه النماذج مقتصر على المظهر الخارجي (مصقول أو خشن)، ونوعية القبضة (بلاستيكية أو خشبية). وقد طور النموذجان الأخيران (P210-5) و(P210-6) للتدريب على الرمي، ولهذا فقد عدلت الشركة فيهما أجهزة التسديد الأمامية والخلفية، بحيث أصبح بالإمكان تبديل وضع حدقة جهاز التسديد الخلفي. حسب مسافة الرمي.
يستخدم المسدس (زيغ) ذخيرة من عدة عيارات بفضل توابع التحويل المتوافرة. إذ يمكن استخدام ذخيرة (لوغر) Lauger عيار 7.65 ملم أو ذخيرة (لونغ رايفل) Long Rifle عيار 0.22 بالإضافة لذخيرته الأساسية من عيار 9 ملم برابلوم، وذلك بتبديل السبطانة ونابض الإرجاع ودليل نابض الإرجاع والمخزن في الحالة الثانية. وتعمل نماذج المسدس بالارتداد القصير في جميع الحالات ما عدا في حالة استخدام العيار 0.22 ل.ر في النموذج (P210-1), حيث يعمل المسدس عندها بدفع الغاز الخلفي.
يبلغ طول المسدس 216 ملم وطول السبطانة 120 ملم، والوزن فارغا 0.909 كلغ أو 0.852 كلغ (ذخيرة 0.22 ل.ر)، وسعة المخزن 8 طلقات، ومعدل الرمي النظري 32 طلقة في الدقيقة، والسرعة الابتدائية للرصاصة 335 مترا/الثانية (9 ملم برابلوم)، أو 385 مترا/ثانية (7.65 ملم لوغر)، أو 330 مترا/ثانية (0.22).
والمدى الفعال 50 مترا. ولا يزال المسدس قيد الإنتاج وفي الخدمة الفعلية في الشرطة والجيش في كل من سويسرا والدنمارك وبعض الدول الأخرى.